# Palma Aquarium
Palma Aquarium es un acuario inaugurado en 2007 en Mallorca, España, y propiedad de la empresa Coral World International, especializada en la creación de parques marinos. Ubicado a 500 metros de la Playa de Palma de Mallorca, sus instalaciones cuentan con 55 acuarios en los que habitan unos 8000 ejemplares de 700 especies del mar Mediterráneo y de los océanos Índico, Atlántico y Pacífico.
El acuario organiza jornadas medioambientales y participa en campañas de protección y concienciación.
Palma Aquarium recibe cada año a 400 000 visitantes. El 50 % de los visitantes son locales y nacionales, mientras que el resto proviene, principalmente, de países europeos.[cita requerida]

## El acuario

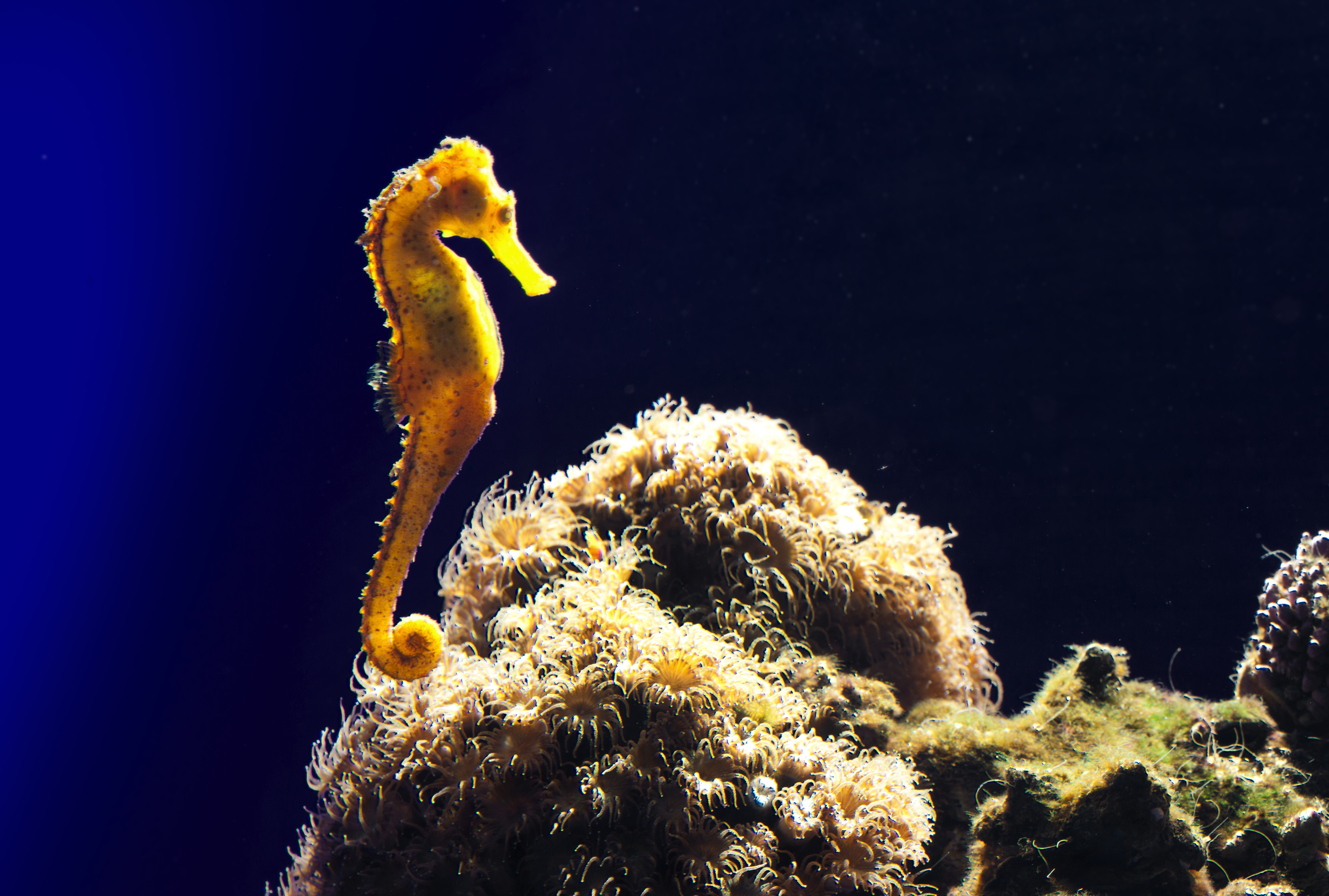
Palma Aquarium: mar Mediterráneo.

El recorrido del acuario se plantea como un viaje a través de los fondos marinos de todo el mundo.

### Mar Mediterráneo

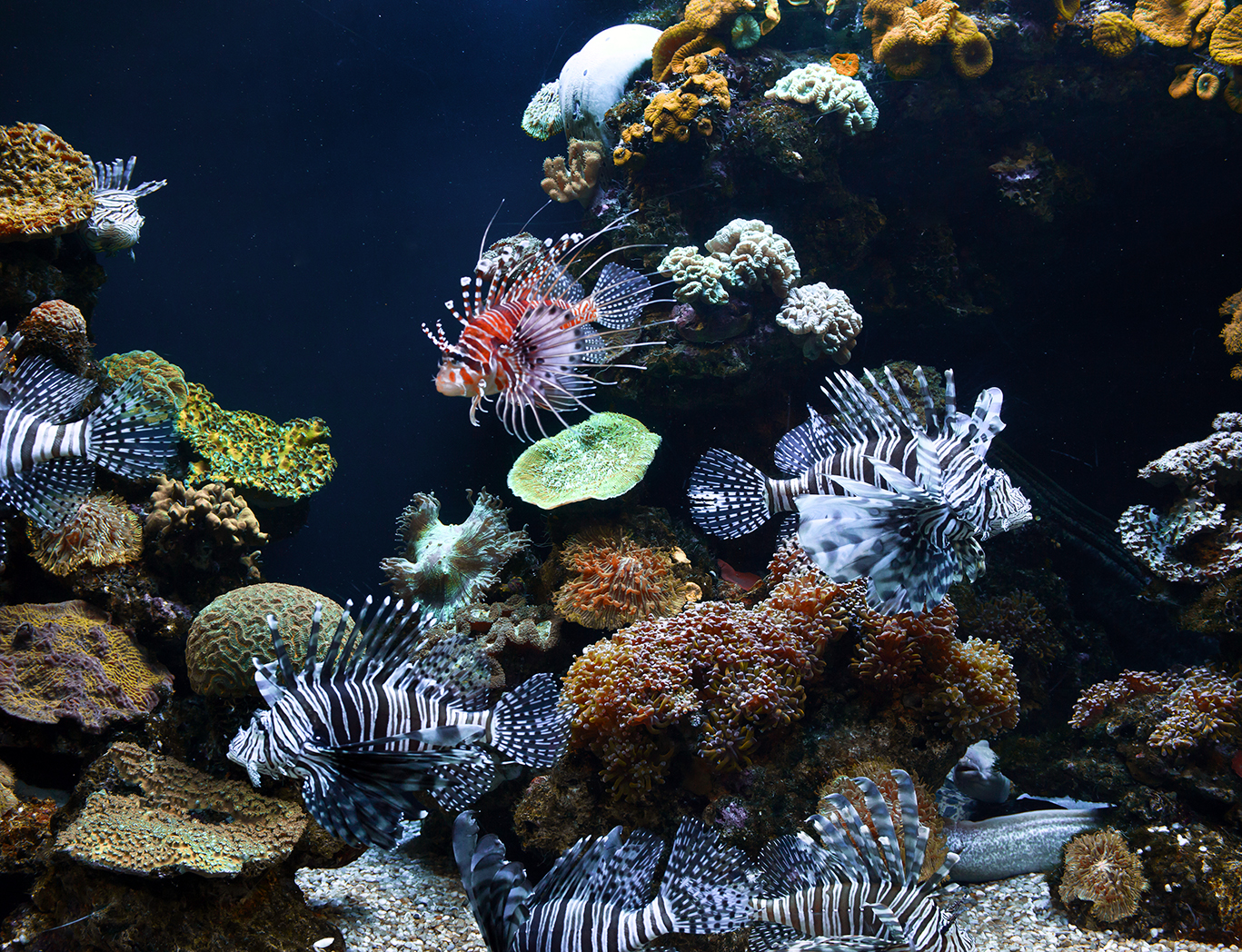
Palma Aquarium-Mares tropicales

Cuenta con 24 tanques con especies propias del mar balear: Asteroidea (estrella de mar), Palinurus elephas (langosta), Scyllarides latus (cigarrón), Trachinus draco (pez escorpión), Symphodus tinca (tordo), Epinephelus marginatus (mero), Caridea (camarón), Muraenidae (morena), Rajiformes (raya), Hippocampus (caballito de mar), Octopoda (pulpo), Conger conger (congrio), Actiniaria (anémona), Pennatulacea (pluma de mar), Corallium rubrum (coral rojo), Gorgonacea (gorgonia), Caulerpa (caulerpa), Ascidiacea (ascidia roja). Uno de los acuarios, llamado «Toca-Toca», permite al visitante tocar algunos de los ejemplares.

### Mares tropicales
Otros 25 acuarios cuenta con especies de los océanos Índico, Atlántico y Pacífico, entre ellas Pseudanthias squamipinnis (anthias tropical), Labridae (lábrido limpiador), Amphiprioninae (pez payaso), Pterois antennata (pez león), Acanthurus leucosternon (pez cirujano), Ensis (navaja), Syngnathinae (pez pipa), Synchiropus splendidus (pez mandarín), Rhinobatidae (pez ángel), Ostraciidae (pez cofre), Gobio (gobio), viuda negra, tiburones puntas negras, corales vivos (Gorgonacea, Fungia scutaria, Agaricia undata, Porites colonensis), anémonas (alfombra, caribeña, tentáculo de bulbo) y de esponjas tropicales. Cuentan también con un programa de reproducción de corales.

### Jardines Mediterráneos

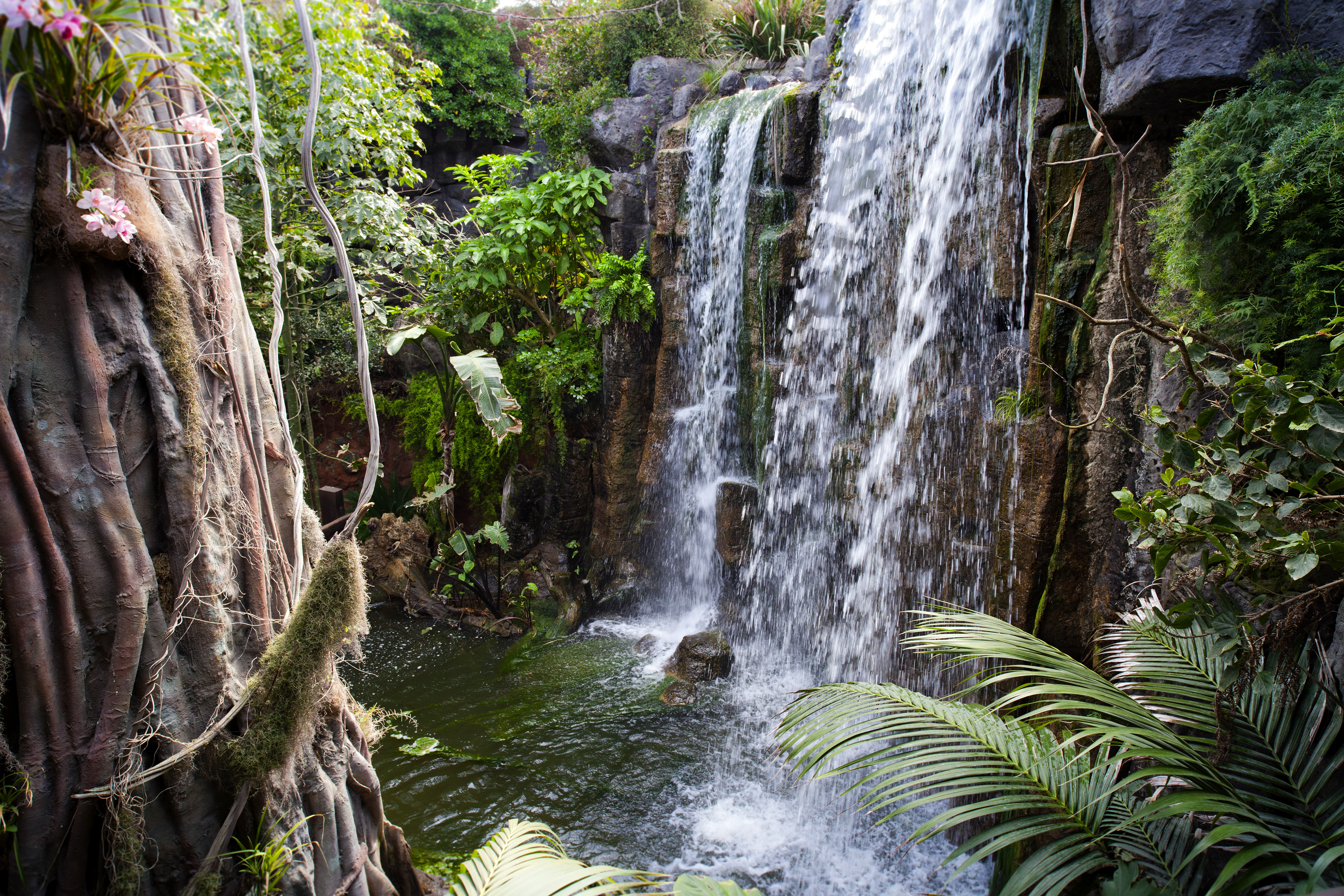
Palma Aquarium: La jungla.

Este sector combina jardines de vegetación mediterránea con tanques de Eretmochelys imbricata (tortuga marina), Cyprinus carpio (carpa japonesa), doradas y rayas, y es destinado a actividades de esparcimiento infantil.

### Jungla
Recreación de un jardín tropical, es el jardín de azotea más grande de España y el segundo mayor de Europa. La humedad que genera una gran cascada, con la ayuda de vaporizadores, simula un microclima amazónico.

### Gran Azul
El Gran Azul es el acuario de tiburones más profundo de Europa, con 8,5 metros, 33 metros de largo y 25 metros de ancho. Alberga 3,5 millones de litros de agua salada. 
En él habitan 8 tiburones tigre de arena y brasilero, y más de 1000 peces. El visitante desciende a la zona de visión del acuario central a través de un túnel transparente por el que ve nadar a tiburones y rayas sobre su cabeza.
Algunas de las especies son: Rhinobatidae (raya guitarra), Carcharias taurus (tiburón tigre de arena), Carcharhinus plumbeus (tiburón trozo), Dicentrarchus labrax (lubina), Sparus aurata (dorada), Seriola dumerilii (serviola), Mugil (lisa), Myliobatidae (raya águila), Dasyatis pastinaca (pastinaca), Pagellus bogaraveo (besugo), Dentex dentex (dentón), Diplodus vulgaris (mojarra), Coris julis (doncella), Centracanthidae (chucla), Chromis chromis (castañuela).

### Medusario

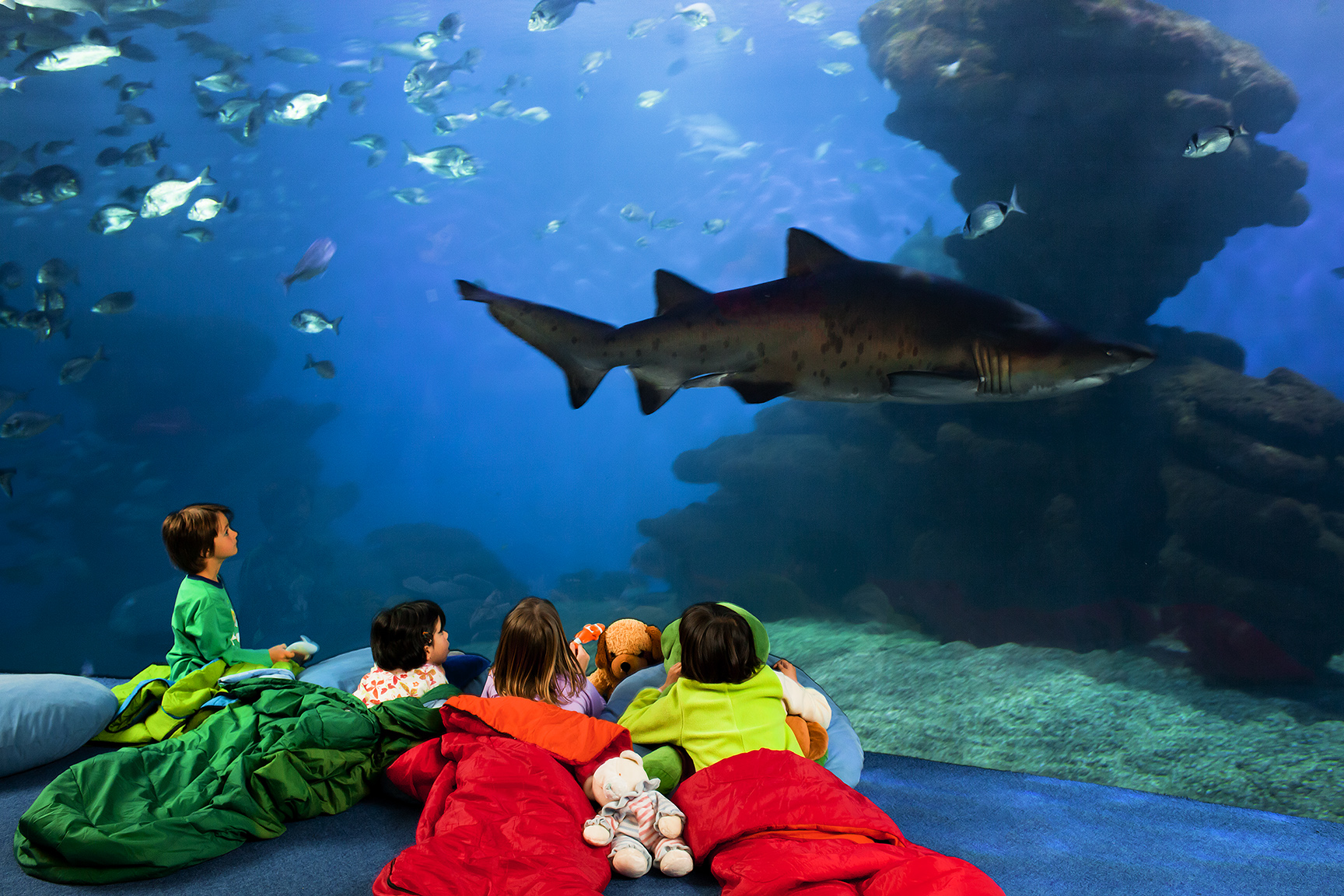
Palma Aquarium: Canguro Tiburón.

El medusario es un acuario cilíndrico en el que se exhiben unas 50 medusas, casi todas ellas pertenecientes a la especie Aurelia aurita.

## Actividades
Palma Aquarium permite también efectuar buceo con tiburones, inmersión en el tanque de rayas de los Jardines Mediterráneos y campamentos para niños frente al acuario de tiburones.

## Investigación y conservación

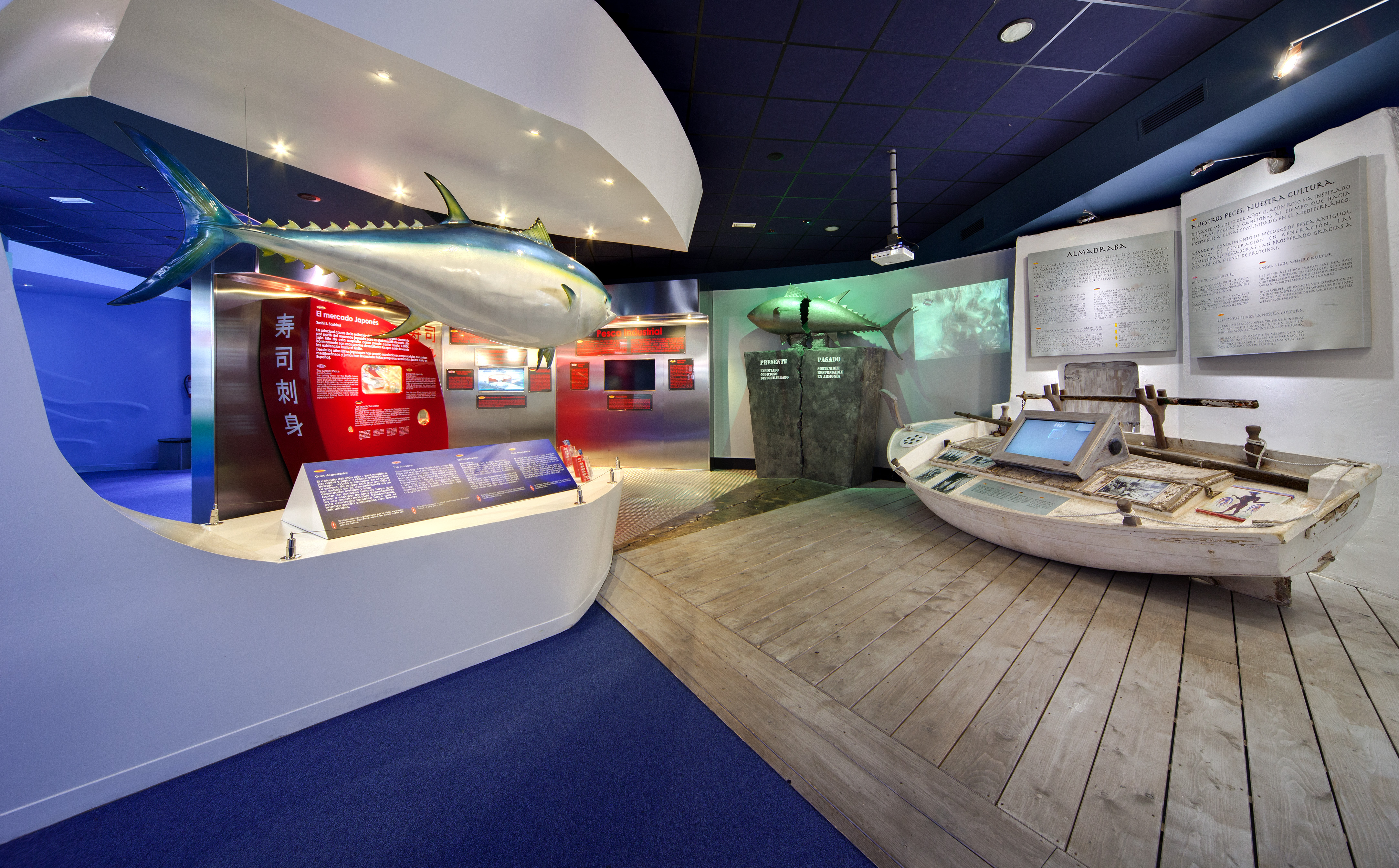
Palma Aquarium: Campaña atún rojo.

Además de mantener un programa de reproducción y rehabilitación de arrecifes de coral en medios artificiales controlados (MAC) lleva a cabo una campaña de conservación del atún rojo del Mediterráneo, especie en peligro de extinción debido a la sobrepesca, sobre la cual también alberga una exposición y colabora en un proyecto de conservación del Limonium barceloi, especie endémica del sur de Baleares.

## Premios
Ha recibido el "Premio a la Mejor Iniciativa Empresarial de Baleares 2007", otorgado por la revista Actualidad Económica, y el "Premio Accesibilidad 2007", entregado por el Consejo Insular de Mallorca.

## Instalaciones
- Recorrido interior:        		900 m
- Área exterior: 		        41 825 m²
- Duración visita:	        	3 a 4 horas
- N° de tanques:		       	55
- Volumen:		        	5 millones de litros de agua de mar
- Ejemplares:		        	8000 ejemplares marinos
- Especies:		        	700
- Periodo apertura:	        	Abierto 365 días al año
- Galería comercial: 	       		aprox. 400 m²
- Estacionamiento público:  		4972 m²
- Sala de actos:			329 m² – Aforo de pie: 350 personas

## Galería de imágenes

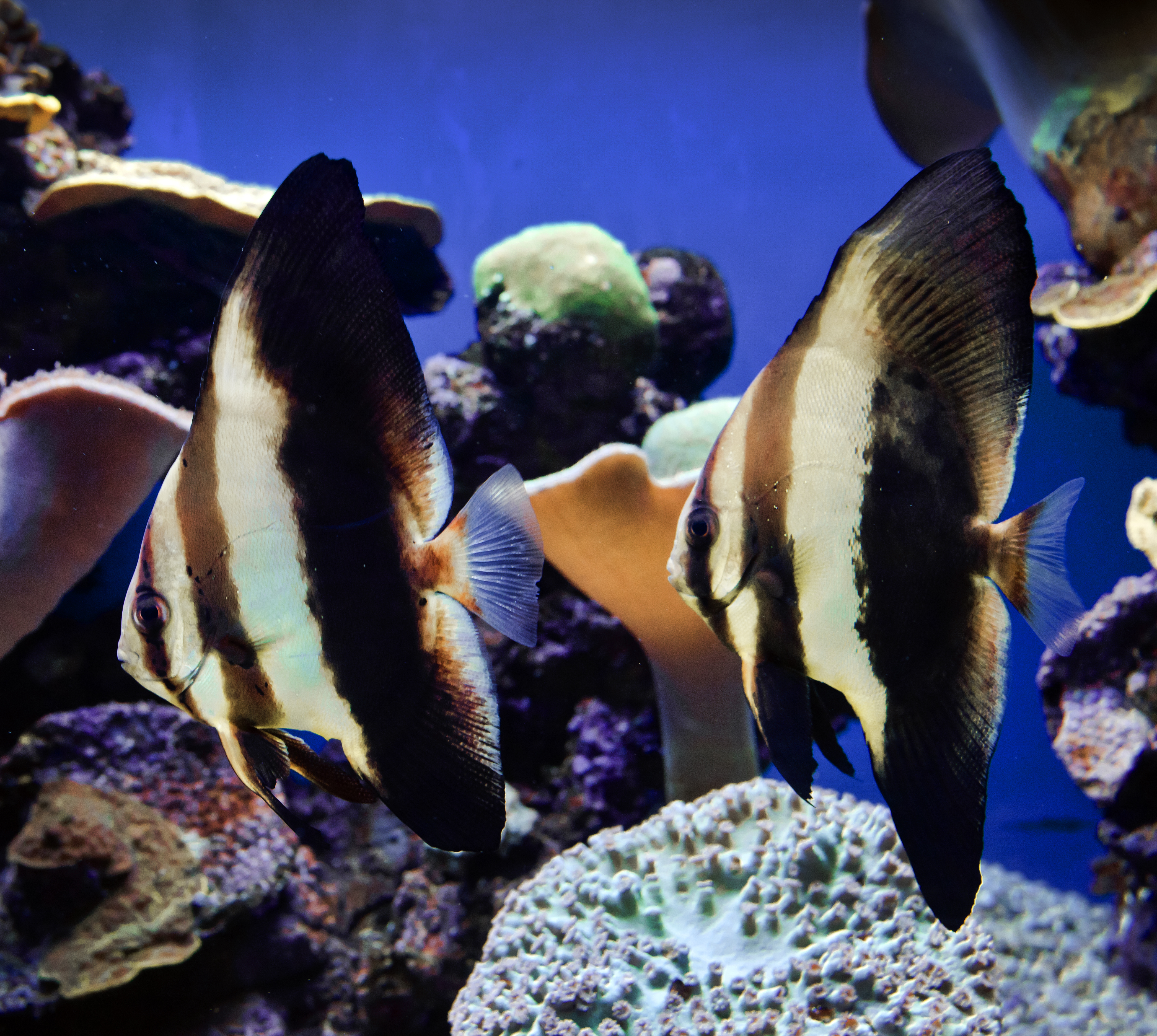
Palma Aquarium-Pez murciélago
Palma Aquarium-Pez caja
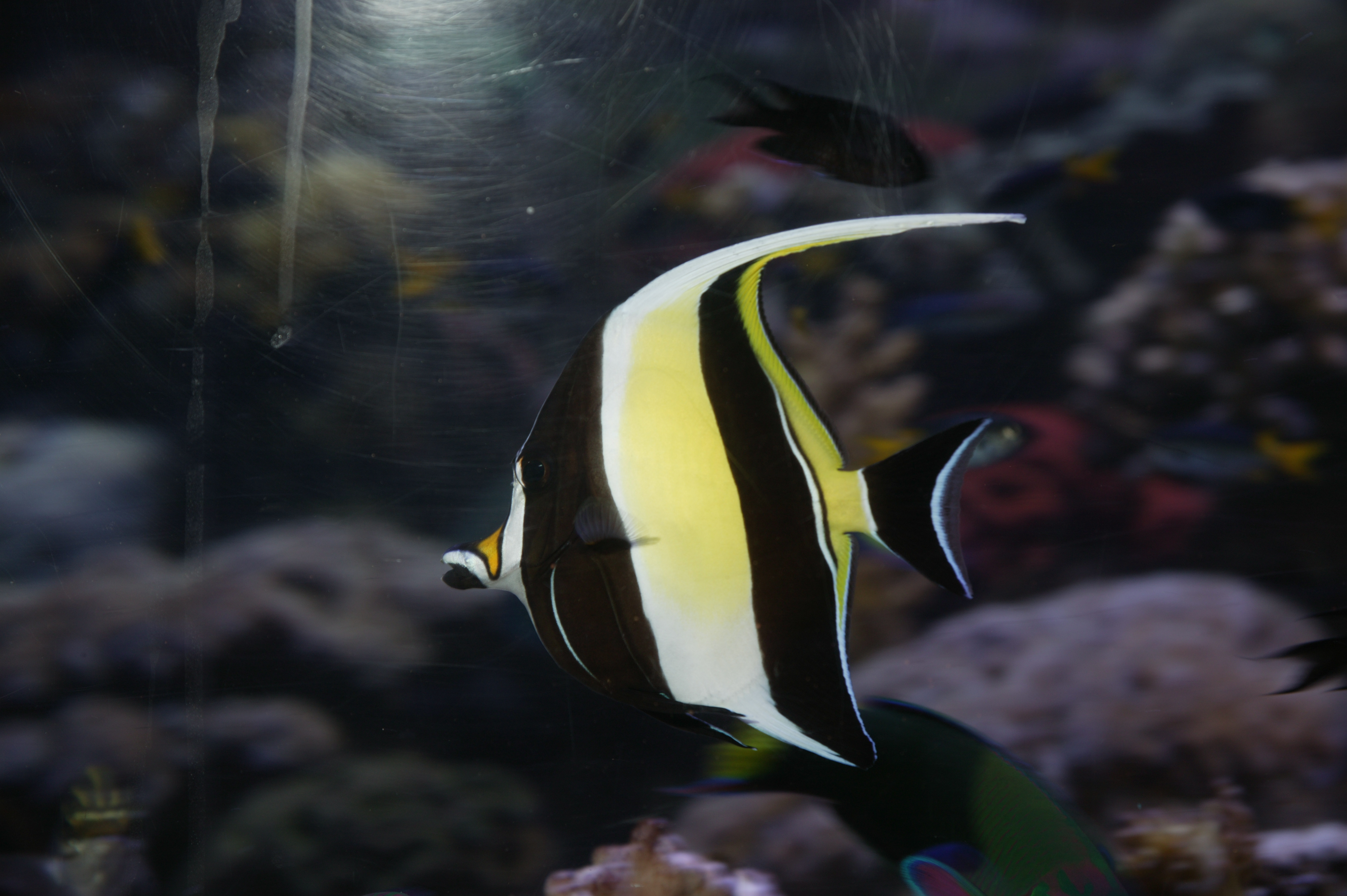
Palma Aquarium-Pez ídolo moro
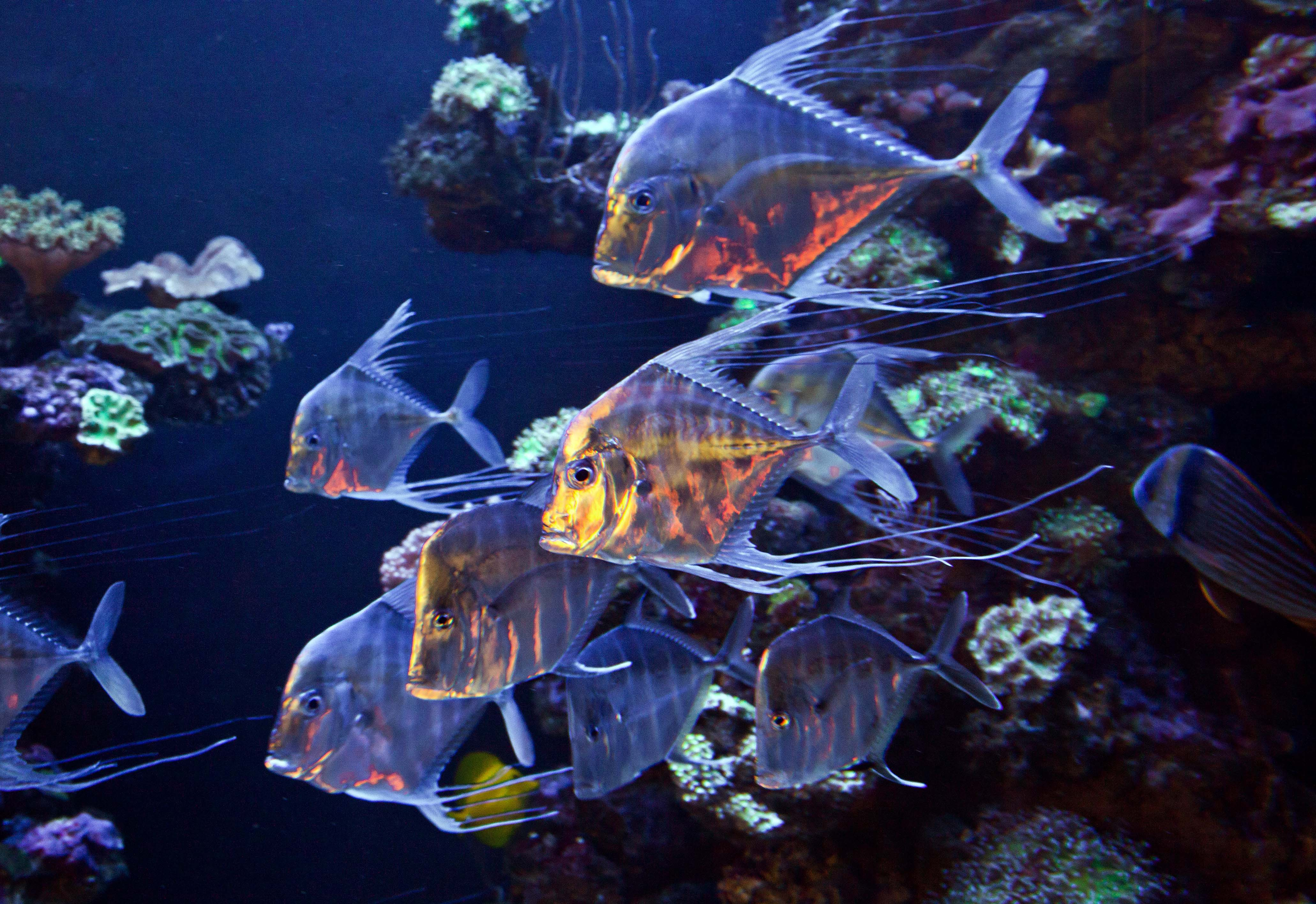
Palma Aquarium - Pez pámpano índico
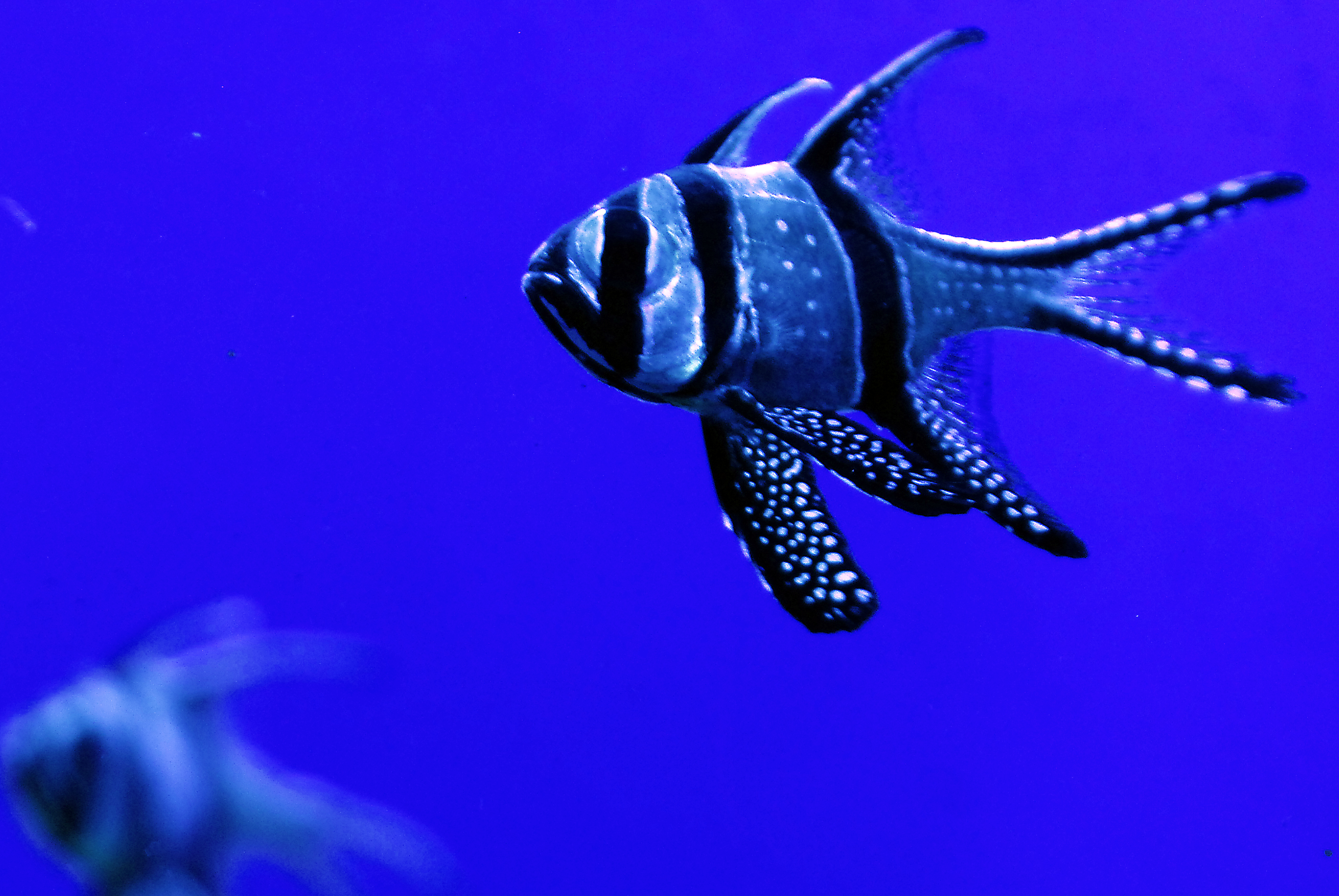
Palma Aquarium - Pez apogón pijama
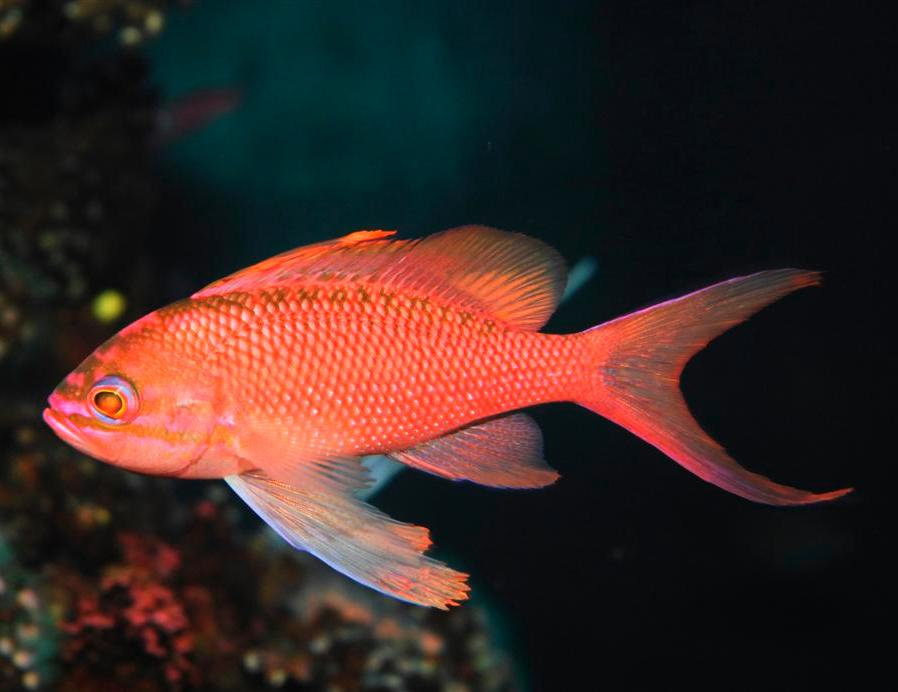
Palma Aquarium - Pez anthias